# Джорджо Щербаненко
Джо́рджо Щербане́нко (Володимир-Джорджо Щербаненко, італ. Giorgio Scerbanenco; 28 липня 1911 — 27 жовтня 1969) — італійський письменник і журналіст українського походження, який вважається важливим представником італійського кримінального роману та визнаний як «італійський Сіменон».

## Біографія
Народився Володимир-Джорджо Щербаненко в Києві в родині українця й італійки. Батько його був Валеріан Щербаненко , а мати -  Леда Джуліві (Leda Giulivi). Його батьки познайомилися, коли батько був студентом в Італії. Одружившись у Римі 28 квітня 1908 року за грецьким православним обрядом, пара наступного літа переїхала до Києва. Тут у Щербаненків народився перший син Георгій, який помер за кілька місяців, а потім й майбутній письменник. Коли Володя мав шість місяців, мати відвезла його до Риму, де був кращий клімат. Тим часом його батько залишився у Києві викладати латину та грецьку мову. Сім'я змогла возз'єднатися лише один раз на території сучасної України в період з квітня по листопад 1913 року. Потім, з початком Першої світової війни, контакти остаточно перервалися.
Коли влітку 1920 року мати та син повернулися в Україну, вони дізналися, що роком раніше Валеріана Щербаненка розстріляли більшовики  у дворі Київського університету разом з усіма своїми студентами. У метушні революційна влада конфіскувала у них паспорти, змусивши їх змішатися з біженцями різних національностей, які намагалися залишити країну. Тільки після небезпечної подорожі на кораблі з Одеси із зупинкою в Стамбулі їм вдалося повернутися до Італії, до Трієста, а потім до Риму. Однак італійський уряд визнав їх зі статусом осіб без громадянства, а не з італійським громадянством. Джорджіо Щербаненко отримав його лише 1935 року через вимогу безперервного проживання з 1921 року. Будучи носієм італійської мови, він все життя відчував серйозну тривогу через те, що його в Італії мали за «іноземця». Про цю ситуацію він докладно розповів у своїй автобіографії "Я, Володимир Щербаненко".
Опинившись разом з матір'ю-італійкою в Римі, Володимир прожив тут до 16-ліття. Решта його життя пройшла в Мілані. Життя Володимира, який на новій батьківщині став Джорджо, було нелегким. Перепробував багато професій: вантажник, різнороб, рекламний агент, робітник друкарні. Був активним учасником поетичних вечорів, мистецьких свят, навкололітературного життя Мілана, де у той час жили й творили письменники та художники Еліо Вітторіні, Сальваторе Квазімодо, Еудженіо Монтале, Артуро Мартіні, Ренато Гуттузо.
Доленосною в його житті стала зустріч з відомим письменником і кіносценаристом Чезаре Дзаваттіні, результатом якої згодом стало перетворення нікому невідомого коректора в одного з найзнаменитіших італійських романістів, Метра популярного літературного жанру.
Романи та збірки оповідань молодого письменника спочатку знайшли відгук у масового читача, насамперед, жіночої аудиторії. Він був плодовитим автором — щороку на полицях книгарень з'являлися його книги: «Зелена річка», «Ангел з пораненим крилом», «Йоганна, донька лісу», «Печера філософів», «Дівчина без кавалерів», «Ні сьогодні, ні завтра», «Кристина, якої не було», «Одне бажання», «Зустріч у Трієсті», «Ми вдвох і більше нікого», «Весільна подорож».
Перший період творчості Джорджо Щербаненка — своєрідна реакція талановитого прозаїка на настрій, що визначав загальноіталійську літературну ситуацію доби Беніто Муссоліні, яку можна було б значною мірою визначити як вимушено космополітичну (чи аполітичну?). Щоправда, Джорджо ніколи не переходив межі, за якою б у його творчість проникли політика чи зацікавлення якоюсь ідеологією тощо. Він писав про те, що цікавило всіх: життя в післявоєнній постмусоллінській Італії, трансформацію Мілана з великого індустріального міста в мегаполіс і супровідні до цього соціально-психологічні процеси.
Володіючи оригінальним літературним талантом, Джорджо Щербаненко прагнув нових видноколів. Природжена спостережливість, сприйняття дійсності «оголеними нервами», логічне мислення, врешті багатий життєвий досвід і дар оповідача вивели його на стежки пригодницької, детективної літератури. Тим більше, що в 50-60-ті роки італійського масового читача, як і світового, цей жанр особливо приваблював. 1955 року книжковий магнат Мондадорі започаткував випуск масовими тиражами дешевої передплатної серії кримінальних романів.
«Тривалий час нам постійно твердили, що нашим письменникам не до снаги створити детективний роман, дія якого відбувалася б в Італії, а героями були б італійці,— писала популярна газета „Стампа“.— Джорджо Щербаненко блискуче спростував це твердження».
Успіху романів та оповідань письменника сприяло його глибоке знання Мілану — північної індустріальної столиці Італії, в житті якого в архискладному клубку переплелися безліч сучасних проблем міста-монстра: політичних, економічних, культурних. Підпільний бізнес, мафіозні угруповання, злочинність стали світом, який намагалися «відкрити й пізнати» італійські мас-медіа.
Джорджо Щербаненко-письменник сміливо пірнає у новий для нього морально-психологічний всесвіт: один за одним (починаючи 1966 роком) з'являються його романи «Приватна Венера», «В тенетах зради», «Юні бузувіри», «Пісок поглинає сліди», «Міланці вбивають по суботах» та інші. З книжок Щербаненка постав ще один привабливий образ — детектив Дука Ламберті. Це не примітивний сержант поліції, а слідчий (в минулому лікар), наділений культурою й високими професійними якостями.
«Джорджо Щербаненко, який передчасно помер 1969 року,— писала одна з італійських газет,— був батьком італійського кримінального роману й водночас пророком: він раніше від усіх угадав, побачив і змалював зловісне обличчя Мілана — міста-велетня…»
З раптовою смертю Майстра детективу з європейської літератури не зник образ слідчого-інтелектуала, започаткований Джорджо Щербаненко. Він живе у творчості послідовників талановитого письменника, у знятих за його творами кінофільмах.
Творча спадщина колишнього киянина становить понад 60 романів, кілька тисяч оповідань, низку кіносценаріїв, безліч статей, репортажів, рецензій. Його ім'я постійно на сторінках зарубіжних літературних енциклопедій.

## Переклади українською
- «Sei giorni di preavviso» — «Шість днів на роздуми» [Архівовано 28 липня 2017 у Wayback Machine.] // К.: Молодь, Зарубіжний детектив: Романи, 1991. 384 с. — С.: 6-141. Переклав Анатоль Перепадя
- «Traditori di tutti» — «Тенета зради» [Архівовано 28 липня 2017 у Wayback Machine.] // Всесвіт, 1992, № 9, СС. 3-97. Переклала Мар'яна Прокопович
- «Venere privata» — «Приватна Венера» [Архівовано 28 липня 2017 у Wayback Machine.] Всесвіт, 1994, № 7. Переклав Анатоль Перепадя
- «Cinquecentodelitti» — «Мікрооповідання» [Архівовано 28 липня 2017 у Wayback Machine.] // Всесвіт, 2006, № 3-4, СС. . Переклав Юрій Педан
- «I milanesi ammazzano al sabato» — «Міланці вбивають по суботах» [Архівовано 28 липня 2017 у Wayback Machine.] // Всесвіт, 2009, № 11-12, СС. 43-98. Переклав Юрій Педан